# Yanjing-Bier

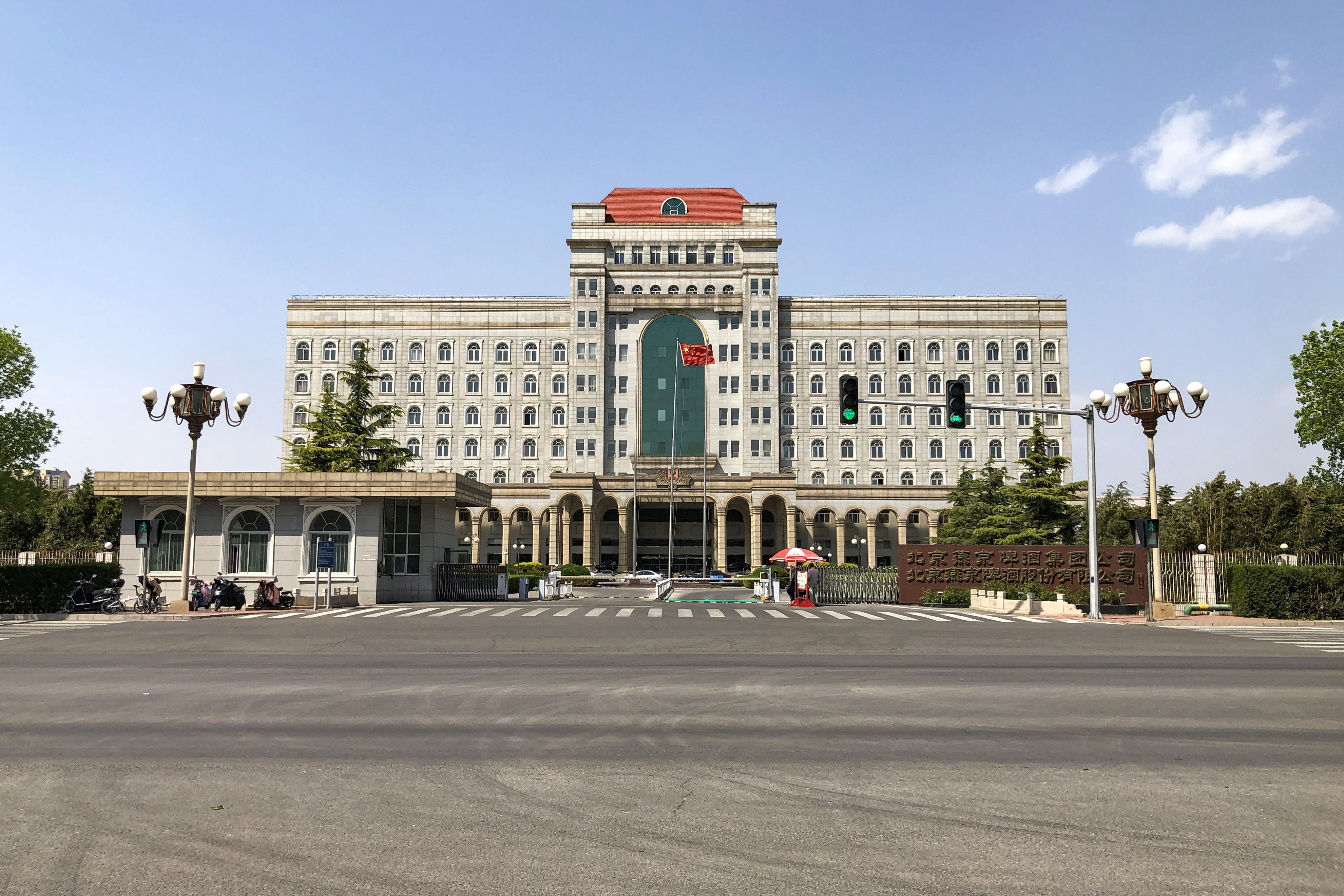
Sitz

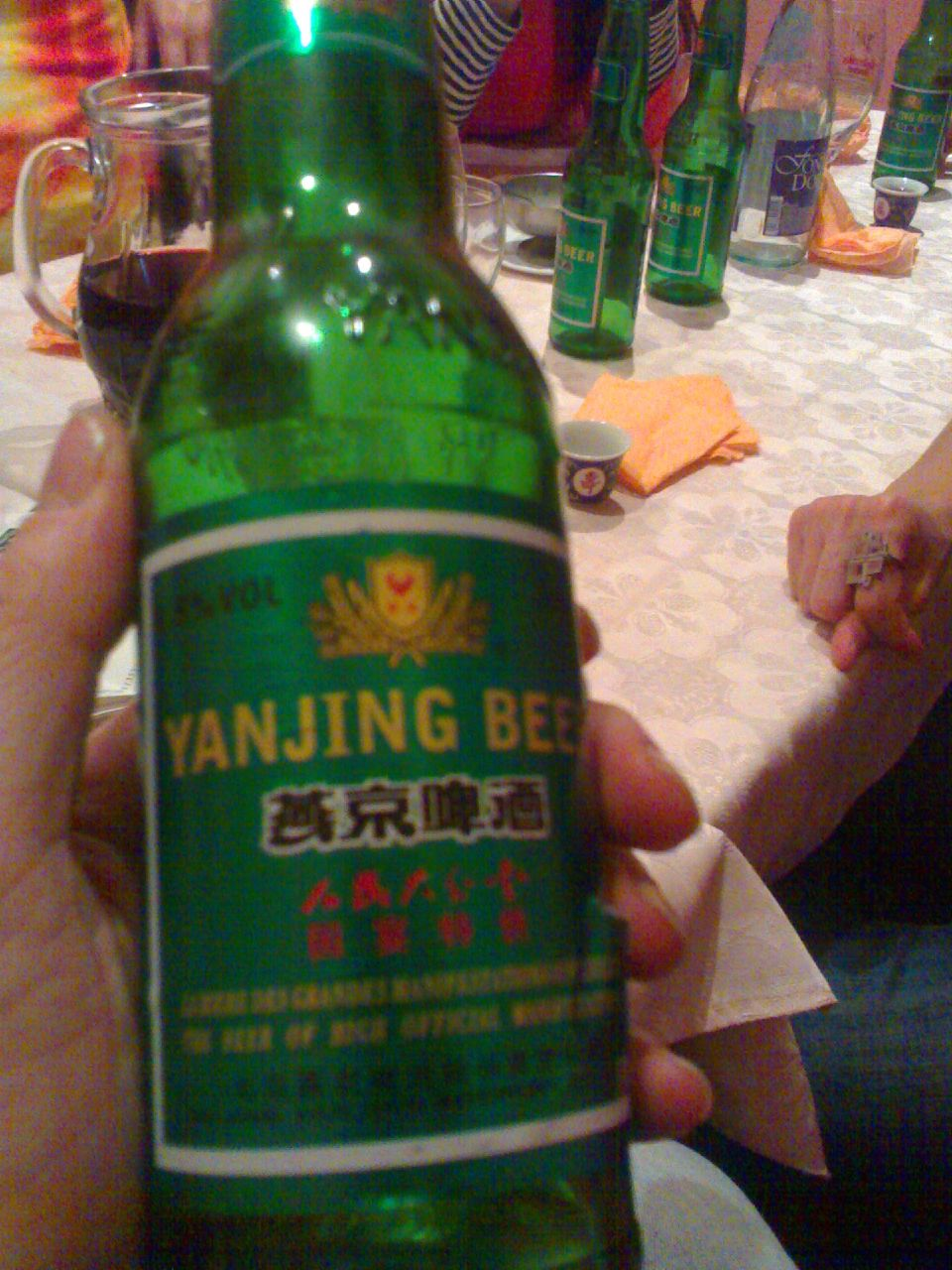
Eine Flasche Yanjing-Bier

Yanjing-Bier (chinesisch 燕京啤酒, Pinyin Yānjīng Píjiǔ) ist eine Biermarke und Brauerei aus dem Shunyi-Distrikt in Peking und die nationale Brauerei der Volksrepublik China.
Yanjing-Bier ist ein malziges, leicht auf der Zunge liegendes Lagerbier.
Sein Name stammt vom früheren Namen für Peking ab, der vom fünften bis zum dritten Jahrhundert vor Christus gebräuchlich war. Es wurde im Jahre 1980 zum ersten Mal gebraut. Das Bier wird unter anderem nach Österreich, Deutschland, Australien, Japan, das Vereinigte Königreich, die USA etc. exportiert.

## Brauerei
Die Brauerei war einer der Hauptsponsoren der Olympischen Sommerspiele 2008 in Peking. Heute umfasst das Gelände der Brauerei über 2.220.000 m². Sie ist mit 20.000 Angestellten ein großer Bierhersteller in China. Jährlich werden mittels modernster deutscher Brautechnologie und aus kanadischem und australischem Getreide über 50 Millionen Hektoliter Bier hergestellt.
Die Beijing Yanjing Beer Company gehört zu den zehn größten Brauereigruppen der Welt.